# 加略坎塔
加略坎塔，是西班牙阿拉贡自治区萨拉戈萨省的一个市镇。 总面积30平方公里，总人口157人（2001年），人口密度5人/平方公里。